# Опасне везе (ТВ серија)
 (срп. Опасне везе) америчка је теленовела, продукцијске куће Телемундо, снимана током 2012.

## Синопсис
Миранда, која је тек постала професорка и спрема се да почне да ради у једној средњој школи, заљубљује се у Маурисија, младића који је неколико година млађи од ње. Не само да ће сама са собом водити борбу због те разлике у годинама, већ ће се испоставити да је Маурисио ученик школе у којој ће она радити. Новонастале околности биће тешко искушење за професорку и ученика, поготово када открију да их веже права љубав, а не само пролазна авантура, како се на почетку могло претпоставити.
Миранда ће покушати да сузбије своја осећања, која са једне стране чине да се осећа као тинејџерка, док је са друге стране доводе у моралне, етичке и социјалне дилеме. Међутим, што више покушава да се одупре љубави, то ће се дубље заљубљивати. Њена осећања су толико јака, да ће бити прекасно да заборави на њих када се нађе на рубу закона и почини кривично дело јер је отпочела љубавну везу са малолетником.
Поприште радње ове узбудљиве приче је двојезична, шпанско-енглеска школа у Мајамију. Ту се четворо младих људи, тек дипломираних професора, налази пред великим изазовом - научити адолесценте нечему. Они корачају путевима драме, страсти, сумњи, несигурности, промашаја и успеха, а сама прича приповеда се врло реалним тоном, који намеће живот многих породица, оних које се у САД боре да преживе.
Већина ликова су латиноамерички имигранти, а сваки од њих има своју причу, која заједно са осталим причама чини ризницу снова, надања и начина за суочавање са животом. Неки од ученика не говоре савршено енглески, други имају проблема са шпанским, а има и оних којима је тешко да се споразумеју на оба језика. Једни долазе из сиромашних породица, док су други одувек имали све. Једни су приморани да учине све не би ли достигли „амерички сан“. Други су га пак већ достигли и урадили би све да се пробуде. Сви они смештени су у сурову реалност земље која им не припада.
Посебно је занимљива прича двоје ученика који проживљавају љубав Ромеа и Јулије. Забрањено им је да се воле, јер је Софија беле пути, док је Жан Пјер црнац. Њихова веза изазваће бројне полемике, али ће истовремено и разбити све табуе који владају у наизглед конзервативној средини.
Са друге стране, пратимо причу Гонзала, тинејџера који долази у САД да се после много времена сретне са мајком која га је оставила у Мексику док је још био дечак. Он стиже у „обећану земљу“, дом у коме не познаје никога, нити ико познаје њега. Има мајку са којом се чуо само телефоном током последњих десет година, сестрицу која не говори шпански и очуха који га једва разуме. Мржњу која се у њему гомилала годинама избацује из себе претварајући се у школског силеџију, ноћну мору слабијих.
Ово је прича без негативаца. Злоба овде нема конкретно име, већ је представљена кроз нетолеранцију, дискриминацију, мржњу, ругање, неразумевање, одсуство комуникације са породицом, импотенцију, самоћу, напуштање, фрустрацију, зависност… Злобу представљају забрањене страсти, расизам, депресија, злостављање, насиље. На крају, све су то осећања која нам живот намеће у одрастању, док од деце постајемо људи или из једне етапе живота прелазимо у другу. Школски дани за многе ће бити тешки, али понекад пуни лепих искустава и наде која јасно показује да су за срећу довољни дом, породица и добри пријатељи.

## Ликови
- Миранда (Сандра Ечеверија) - Млада професорка шпанског језика врло је отворена и либерална. Има тетоважу коју скрива да не би давала лош пример својим ученицима. Труди се да поштује правила иако се не слаже са њима. Има мало пријатеља, независна је и посвећена послу. Заљубљује се у симпатичног младића Маурисија, не знајући да је малолетан.

- Маурисио (Габријел Коронел) - Згодан момак, врло зрео за своје године, истиче се у школи, али и ван ње. Његова породица припада средњем сталежу, а са родитељима и сестром доселио се у Мајами пре четири године. Иако има стабилну везу са школском другарицом Елизабет, раскида са њом кад упозна Миранду. Не знајући да ће му Миранда предавати у школи, он је лаже да је пунолетан и упушта се у страсну везу са њом.

- Хуан Пабло (Гонзало Гарсија Виванко) - Строг професор који не одустаје од својих принципа. Крије мрачну тајну из прошлости. Бориће се са Маурисиом за Мирандину љубав. Привлачан је, паметан, самоуверен и горд, обожава позориште и води драмску секцију у школи. Од ученика тражи много, али то чини из најбоље намере.

- Патрисија (Ана Лајевска) - Професорка хемије посумњала је да је погрешила професију када се суочила са разузданим ученицима које неће моћи да контролише. Верује у љубав, али никада није била у вези. Из необјашњивог разлога страхује од секса са мушкарцима. Спријатељује се са Мирандом и Хуаном Паблом са којима дели стан.

- Сантијаго (Карлос Феро) - Најбољи је пријатељ Хуана Пабла и предаје уметност. Отац му је такође био професор и нимало му се не допада што му син ради у истој школи у којој је и он предавао. Сантијаго је креативан, духовит и симпатичан. Упушта се у везу са професорком Аном Вердуго, која је његова сушта супротност, цинична и дрска, а притом и удата.

- Ана (Марица Бустаманте) - Строга професорка америчке историје. Зна шта хоће, али често бива лоше схваћена, јер нема длаке на језику. Удата је за Хилберта, професора математике, који има љубавницу и води двоструки живот - с једне стране је узоран муж, али са друге стране је зависан о коцки, што ће довести у опасност његов брак.

- Гонзало (Оскар Пријего) - Проблематични ученик, бунтовник, насилник и наркоман чија је компликована породична прича створила од њега силеџију и учинила да насиље буде његов одбрамбени механизам. Повређује да не би био повређен. Никада није упознао оца, мајка га је родила када је имала 16 година, а одгајала га је бака у Мексику.

## Улоге
| Глумац:                 | Улога:                                               |
| ----------------------- | ---------------------------------------------------- |
| Сандра Ечеверија        | Миранда Беатриз Круз                                 |
| Габријел Коронел        | Маурисио Бланко                                      |
| Ана Лајевска            | Патрисија Пати Милано                                |
| Гонзало Гарсија Виванко | Хуан Пабло Рејес ХП / Данијел Арамбула / Гаел Санчез |
| Марица Бустаманте       | Ана Конде Анаконда                                   |
| Данијела Наваро         | Оливија Клостер                                      |
| Мерседес Молто          | Бенита Хефа Мендоса                                  |
| Сандра Дестенаве        | Кармен Бланко                                        |
| Карлос Феро             | Сантијаго Мардасо                                    |
| Хорхе Консехо           | Гилберто Вердуго                                     |
| Орландо Фундичели       | Орналдо Арагон                                       |
| Дад Дахер               | Клеменсија Ла Нена                                   |
| Јанет Лехр              | Тереза Варгас                                        |
| Хектор Фуентес          | Армандо Мадрасо                                      |
| Кристијан де ла Кампа   | Хоакин Ривера                                        |
| Рубен Моралес           | Рикардо Гомез                                        |
| Јадира Сантана          | Гвадалупе Лупе Гузман                                |
| Ренато Росини           | Мануел Бланко                                        |
| Џими Бернал             | Андрес Максимо                                       |
| Кармен Оливарес         | Соледад Круз                                         |
| Модесто Ласен           | Бертранд Дупонт                                      |
| Хезабел Монтеро         | гђа Арагон                                           |
| РЈ Колеман              | Роберт Боб/Гринго МекДовел                           |
| Кевин Апонте            | Алехандро Потриљо                                    |
| Ђонатан Фроидман        | Дијего Барон                                         |
| Ана Каролина Грахалес   | Софија Бланко                                        |
| Алекс Ернандез          | Себастијан Арагон                                    |
| Ираид Лејлани           | Јесенија Ривера                                      |
| Хесус Лисијардело       | Оливер Торес                                         |
| Исак Рејес              | Били                                                 |
| Ана Лорена Санчез       | Елизабет Гомез                                       |
| Кристина Масон          | Нора Гузман                                          |
| Алма Матресито          | Виолета Вердуго ВВ                                   |
| Енди Перез              | Касис Дупонт                                         |
| Оскар Пријего           | Гонзало Мендоса                                      |
| Алан Родригез           | Родриго Арагон                                       |
| Никол Аполонио          | Емили                                                |